# Vattaro
Vattaro település Olaszországban, Trento megyében. Lakosainak száma 1108 fő (2008). Vattaro Besenello, Bosentino, Centa San Nicolo, Calceranica al Lago és Vigolo Vattaro községekkel határos.

## Népesség
A település népességének változása:

| 2008 | 1 108 |